# 潜在类别模型
在统计学中，潜在类别模型（latent class model，LCM ），简称潜类模型，将一组观察到的（通常是离散的）多变量变量与一组潜变量联系起来 。LCM是一种潜变量模型 。因为潜在变量是离散的，所以它被称为潜类模型。类的特征在于条件概率模式，其指示变量对特定值的可能性。 
潜在类别分析 （latent class analysis， LCA ），简称潜类分析，是结构方程建模的子集，用于在多变量分类数据中查找子类型。这些子类型称为“潜类”（latent class）。  
假设有如下情况，研究人员可能会选择使用LCA来理解数据：想象一下，在一系列患有X，Y和Z疾病的患者中测量了症状，并且疾病X与症状a， b和c的存在相关，疾病Y与症状为b，c，d的存在相关，以及疾病Z与症状为a，c和d的存在相关。 
LCA将尝试检测潜在类别（疾病实体）的存在，从而创建与症状关联的模式。 与因子分析一样，LCA也可用于根据条件的最大似然类别成员对其进行分类。 
因为解决LCA的标准是实现潜在的类别，在这些潜在类别中，一种症状与另一种症状之间不再有任何关联（因为该类是引起其关联的疾病），以及患者所具有的一组疾病（或类别a） case是一个成员）导致症状关联，症状将是“有条件独立”，即，以类成员身份为条件，他们不再相关。 

## 模型
在每一个潜类中，所观察到的变量 统计独立的。 这是一个重要方面。 通常观察到的变量，在统计学上是相关的。 通过引入的潜在可变的、独立的恢复在这个意义上，在类变数是独立的(当地的独立性的)。 然后，我们说，该协会之间所观察到的变量是解释的类的潜变量(McCutcheon,1987年)。
在一种形式中，潜在类模型被写为 
{\displaystyle p_{i_{1},i_{2},\ldots ,i_{N}}\approx \sum _{t}^{T}p_{t}\,\prod _{n}^{N}p_{i_{n},t}^{n},}
其中 {\displaystyle T} 是的数量潜类和 {\displaystyle p_{t}} 被所谓招聘
或无条件的概率，应该总和。 {\displaystyle p_{i_{n},t}^{n}} 是的
边际或有条件的概率。
对一个双向潜在的类型，形式是
{\displaystyle p_{ij}\approx \sum _{t}^{T}p_{t}\,p_{it}\,p_{jt}.}
这种双向模型与概率潜在语义分析和非负矩阵分解有关 。 

## 相关的方法
有许多方法具有不同的名称和用途，它们具有共同的关系。  与LCA一样， 聚类分析用于发现数据中类似分类群的情况。  多元混合估计（MME）适用于连续数据，并假设这些数据来自分布的混合：想象一组由男性和女性混合产生的高度。  如果对多变量混合物估计进行约束以使得在每个分布内测量必须不相关，则将其称为潜在轮廓分析 。  经过修改以处理离散数据，这种约束分析称为LCA。  离散的潜在特质模型进一步限制了从单个维度的片段形成的类：基本上将成员分配给该维度上的类：一个例子是将案例分配给社会类的能力或价值维度。 
作为一个实际的例子，变量可以是政治问卷的多项选择项。  在这种情况下，数据包括一个N路列联表，其中包含许多受访者的项目答案。  在这个例子中，潜在变量是指政治观点，而潜在类别是指政治团体。  给定组成员资格， 条件概率指定选择某些答案的机会。 

## 应用
LCA可用于许多领域，例如： 协同过滤 ，  行为遗传学 和诊断测试评估 （页面存档备份，存于） 。 